# Huangtudian (köpinghuvudort i Kina, Hunan Sheng, lat 28,73, long 111,68)
Huangtudian (kinesiska: 黄土店, 黄土店镇) är en köpinghuvudort i Kina. Den ligger i provinsen Hunan, i den södra delen av landet, omkring 140 kilometer nordväst om provinshuvudstaden Changsha. Antalet invånare är 23 229. Befolkningen består av 11 684 kvinnor och 11 545 män. Barn under 15 år utgör 10,0 %, vuxna 15-64 år 75 %, och äldre över 65 år 13,0 %.
Runt Huangtudian är det tätbefolkat, med 383 invånare per kvadratkilometer. Närmaste större samhälle är Shimenqiao, 19,9 km norr om Huangtudian. I omgivningarna runt Huangtudian växer i huvudsak blandskog.
Genomsnittlig årsnederbörd är 1 808 millimeter. Den regnigaste månaden är maj, med i genomsnitt 302 mm nederbörd, och den torraste är december, med 45 mm nederbörd.